# Stade français (basket-ball)
Pour les articles homonymes, voir Stade français (homonymie).
Le Stade français est un club français de basket-ball ayant aujourd'hui disparu de l'élite du championnat de France. Basé à Paris, il s'agit d'une des sections du club omnisports le Stade français. La section qui a retrouvé le nom de Stade français évolue désormais à un niveau régional.
Son homologue féminin a également connu l'élite et évolue aujourd'hui en Nationale 1.

## Historique
- La section basket-ball du Stade français est créée en 1920. Le club est considéré comme le premier vainqueur du championnat de France en 1921. bien que le championnat qu'il remporta n'avait à l'époque rien d'officiel, les instances du basket-ball françaises étant encore embryonnaires, de ce fait il fut longtemps contesté.

- En janvier 1921 la Ligue Parisienne de la Fédération française d'athlétisme (FFA), sous l'impulsion du Lieutenant Caste du Bataillon de Joinville, organise un championnat de basket-ball regroupant des équipes parisiennes et une normande (GS Amfreville). Au mois de mai 1921, Caste prend contact avec l'Abbé Guédré, président de la commission de basket-ball de l'Union Régionale de la Seine, afin d'organiser un tournoi de "championnat national" entre les deux meilleures équipes de la FFA (Stade français et École Polytechnique) et les deux meilleures équipes "patros" de la FGSPF (Sportive d'Ivry Port et CS Plaisance). Le Stade français l'emporte en finale face à l’École Polytechnique sur le score de 23 à 17, dans le parc de la Faisanderie à Saint-Cloud.

- L’Évreux AC est lui vainqueur du tournoi de l’Alcazar, qui s’est déroulé le 1er janvier 1922. Officiellement tournoi de "propagande", regroupant le Stade français, l'EN Arras, le Galia Club de Soissons et L'Évreux AC. Ce dernier l'emporte (25 à 21 face à Soissons) mais il ne fut pas question de titre national.

- En 1951 le Colonel en retraite Beaupuis, ancien joueur d'Évreux, conteste le titre du Stade français et affirme qu'il doit revenir à son ancien club, vainqueur du tournoi de l'Alcazar auquel a participé le club parisien.

- En 2002, une cérémonie en l'honneur d'un vétéran du Stade français, Robert Cohu, officialisa l'attribution du titre de 1921 au Stade français[2].

- Cette décision est aujourd’hui considérée comme une des plus grandes injustices de l’histoire du sport collectif français.

- Entre 1950 et 1986, le club a participé à 14 éditions du Championnat de France de basket-ball, disputant 314 matchs pour un bilan de 144 victoires, 155 défaites et 15 nuls.

## Palmarès
- Champion de France : 1921, 1927
- Champion de Deuxième division : 1963, 1979
- Finaliste de la Coupe de la Fédération : 1984, 1985

## Entraîneurs successifs
- 1971-1973 :  Mihai Nedef
- 1976-1982 : Jacky Renaud
- 1982 : Laurent Dorigo
- 1982-1984 : Mike Perry
- 1984-1985 : Michel Cermak
- 1985-1986 : Kenny Grant

## Présidents successifs
- 1971-?? : M. Azar

## Joueur célèbres ou marquants
- Valéry Demory
- Laurent Dorigo
- Hervé Dubuisson
- Victor Boistol
- Patrick Cham
- Ken Dancy
- Michel Longueville